# Landgericht Neunburg vorm Wald
Das Landgericht Neunburg vorm Wald war ein von 1803 bis 1879 bestehendes bayerisches Landgericht älterer Ordnung mit Sitz in Neunburg vorm Wald im heutigen Landkreis Schwandorf. Die Landgerichte waren im Königreich Bayern Gerichts- und Verwaltungsbehörden, die 1862 in administrativer Hinsicht von den Bezirksämtern und 1879 in juristischer Hinsicht von den Amtsgerichten abgelöst wurden.

## Geschichte

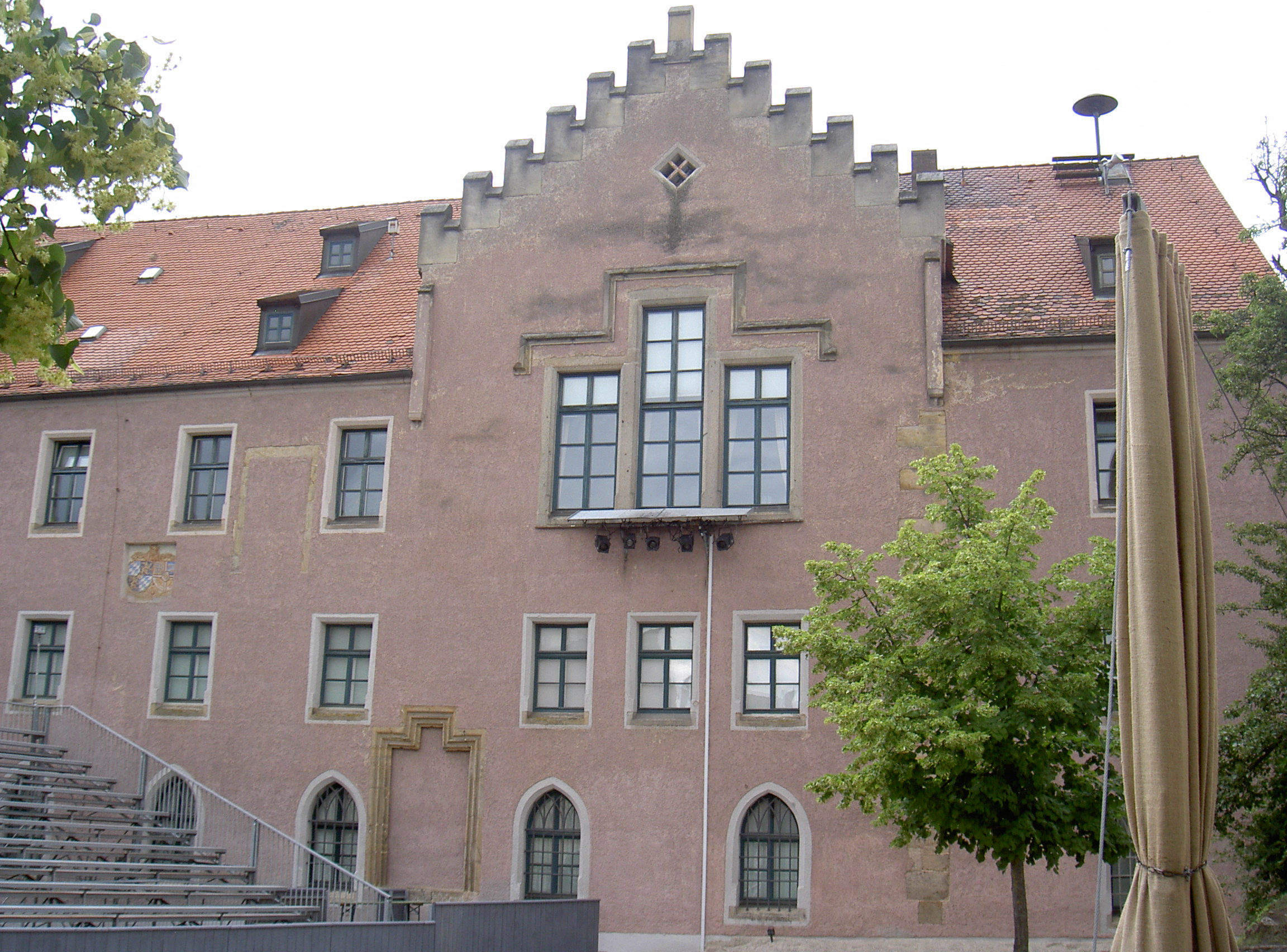
Schloss Neunburg vorm Wald, Amtssitz des Landgerichts Neunburg vorm Wald

Im Jahr 1803 wurde im Verlauf der Verwaltungsneugliederung Bayerns das Landgericht Neunburg vorm Wald errichtet. Dieses kam zunächst zum Naabkreis und 1810 zum Regenkreis. 1838 wurde der Regenkreis in Kreis Oberpfalz umbenannt, aus dem der gleichnamige Regierungsbezirk hervorging.
Anlässlich der Einführung des Gerichtsverfassungsgesetzes am 1. Oktober 1879 errichtete man das Amtsgericht Neunburg vorm Wald mit dem gleichen Sprengel wie dem des vorherigen Landgerichts Neunburg vorm Wald, bestehend aus den Orten Alletsried, Altenschwand, Bach, Berg, Boden, Bodenwöhr (bis 1921 Neuenschwand), Dautersdorf, Demeldorf, Dieterskirchen, Egelsried, Eixendorf, Erzhäuser, Fuhrn, Großenzenried, Haag bei Schwarzhofen, Hansenried, Hillstett, Katzdorf, Kemnath bei Fuhrn, Kleinwinklarn, Kröblitz, Kulz, Lengfeld, Meißenberg, Mitteraschau, Neukirchen-Balbini, Neunburg vorm Wald, Penting, Pillmersried, Prackendorf, Rauberweiherhaus, Schwarzeneck, Schwarzhofen, Seebarn, Sonnenried, Taxöldern, Thann, Thanstein, Uckersdorf, Unterauerbach, Weislitz und Zangenstein.

## Amtssitz
Das  Landgericht Neunburg vorm Wald hatte seinen Sitz im Schloss Neunburg vorm Wald.